# Paraplecta pallipes
Paraplecta pallipes är en kackerlacksart som först beskrevs av Carl Stål 1876.  Paraplecta pallipes ingår i släktet Paraplecta och familjen jättekackerlackor. Inga underarter finns listade i Catalogue of Life.